# Generic Mapping Tools
Generic Mapping Tools (Универсальные картографические инструменты, GMT) — набор программ с открытыми кодами, предназначенных для обработки и отображения двумерной и трёхмерной информации, растеризации, фильтрации и других алгоритмов обработки изображения, а также отрисовки различных картографических проекций.
Пакет работает под операционными системами Linux, Windows и Mac OS X.

## Описание
Пакет содержит программы для конвертации и импорта различной информации (спутниковых снимков, цифровых моделей рельефа), доступной из других источников. Выходным форматом данных для пакета служит формат PostScript (PS) или Encapsulated PostScript (EPS).
В пакет GMT включен обширный свободно распространяемый набор картографических данных GSHHS, включающий береговую линию, реки, административные границы и другие географические объекты.
Все программы, входящие в пакет, являются утилитами командной строки, что позволяет автоматизировать работу с ними путём написания скриптов и командных файлов. Существуют графические оболочки для GMT, созданные сторонними организациями и лицами, а также Web-приложения, предоставляющие возможность онлайн-работы с пакетом.
Первая версия пакета была разработана Полом Весселем (Paul Wessel) и Уолтером Смитом (Walter H. F. Smith) в 1988 году. Распространяется под лицензией GNU General Public License. Основная область использования — геоинформационные системы. Имеет богатые средства для графического отображения географической информации и многомерных данных.

## Утилиты
Некоторые утилиты, входящие в пакет GMT:
- grdimage — отрисовывает данные в PostScript
- psbasemap — отрисовывает в PostScript элементы оформления карты: рамку, шкалу, розу направлений
- pscoast — позволяет получить в PostScript изображение суши, водных пространств, береговых линий, государственных границ
- surface — составляет сетку данных по имеющимся данным, выполняет сплайновую интерполяцию, с тем чтобы заполнить пробелы
- triangulate — получает триангуляцию Делоне по табличным данным